# I borghesi di Pontarcy
I borghesi di Pontarcy  è un film muto italiano del 1920 diretto e interpretato da Umberto Mozzato, tratto dal romanzo Les Bourgeois de Pont- Arcy di Victorien Sardou del 1878.